# Caelostomus
Genre
Caelostomus est un genre de coléoptères de la tribu des Caelostomini (sous-famille des Pterostichinae, famille des Carabidae).

## Liste des espèces
Selon GBIF (12 mars 2024) :
- Caelostomus abruptus Jordan, 1894
- Caelostomus agilis Straneo, 1979
- Caelostomus albertisi Straneo, 1938
- Caelostomus alluaudi Jeannel, 1948
- Caelostomus amaroides (Boheman, 1848)
- Caelostomus ambiguus (Tschitscherine, 1900)
- Caelostomus ambreanus Jeannel, 1948
- Caelostomus anceps (Tschitscherine, 1903)
- Caelostomus andamanensis Straneo, 1938
- Caelostomus andrewesi Straneo, 1938
- Caelostomus anthracinus (Klug, 1833)
- Caelostomus assiniensis (Tschitscherine, 1899)
- Caelostomus basalis (Alluaud, 1897)
- Caelostomus basilewskyi Straneo, 1948
- Caelostomus birmanicus Straneo, 1938
- Caelostomus brevimarginatus Straneo, 1941
- Caelostomus burgeoni Straneo, 1941
- Caelostomus buruanus Straneo, 1939
- Caelostomus caprai Straneo, 1938
- Caelostomus castaneus Straneo, 1941
- Caelostomus castanopterus Straneo, 1942
- Caelostomus catalai Jeannel, 1948
- Caelostomus chujoi (Jedlicka, 1961)
- Caelostomus colasi Straneo, 1940
- Caelostomus congoensis (Tschitscherine, 1898)
- Caelostomus congruus (Tschitscherine, 1903)
- Caelostomus convexidorsis Straneo, 1938
- Caelostomus convexior Jordan, 1894
- Caelostomus convexiusculus (Tschitscherine, 1899)
- Caelostomus coomani Straneo, 1938
- Caelostomus cordicollis Straneo, 1938
- Caelostomus crenulipennis Straneo, 1938
- Caelostomus cribratellus Straneo, 1956
- Caelostomus cribratus Jeannel, 1948
- Caelostomus cribrifrons (Chaudoir, 1873)
- Caelostomus cribriventris Straneo, 1938
- Caelostomus debeauxi Straneo, 1938
- Caelostomus difficilis Straneo, 1955
- Caelostomus distinctus (Brancsik, 1892)
- Caelostomus drescheri Straneo, 1938
- Caelostomus ebeninus (Klug, 1833)
- Caelostomus elaphroides Straneo, 1949
- Caelostomus elegans Straneo, 1938
- Caelostomus elongatulus Straneo, 1938
- Caelostomus euglyptus (Bates, 1888)
- Caelostomus explanatus (Bates, 1888)
- Caelostomus feai Straneo, 1938
- Caelostomus gerardi Burgeon, 1935
- Caelostomus ghesquierei (Burgeon, 1935)
- Caelostomus globosus Jeannel, 1948
- Caelostomus globulipennis Straneo, 1950
- Caelostomus howa (Tschitscherine, 1898)
- Caelostomus humerosus (Tschitscherine, 1898)
- Caelostomus humilis (Tschitscherine, 1903)
- Caelostomus immarginatus Straneo, 1938
- Caelostomus inermis (Bates, 1892)
- Caelostomus intermedius (Chaudoir, 1878)
- Caelostomus iridescens Andrewes, 1929
- Caelostomus isakae Jeannel, 1948
- Caelostomus julianae Straneo, 1950
- Caelostomus kaboboensis Straneo, 1960
- Caelostomus kaszabi (Jedlicka, 1954)
- Caelostomus kivuanus Straneo, 1955
- Caelostomus klugii (Fairmaire, 1869)
- Caelostomus laevisulcis Straneo, 1956
- Caelostomus latemarginatus Straneo, 1938
- Caelostomus latithorax Straneo, 1938
- Caelostomus latus Kavanaugh & Rainio, 2016
- Caelostomus leleupi Straneo, 1955
- Caelostomus longicornis Straneo, 1960
- Caelostomus longinquus Straneo, 1938
- Caelostomus longissimus Straneo, 1951
- Caelostomus longisulcatus Straneo, 1952
- Caelostomus longulus (Bates, 1889)
- Caelostomus loriai Straneo, 1938
- Caelostomus louwerensi Straneo, 1938
- Caelostomus malayanus Straneo, 1938
- Caelostomus malvernensis Straneo, 1942
- Caelostomus mariae Straneo, 1938
- Caelostomus masisianus Straneo, 1955
- Caelostomus minimus Straneo, 1941
- Caelostomus minor Jordan, 1894
- Caelostomus minusculus Straneo, 1940
- Caelostomus minutissimus Jeannel, 1948
- Caelostomus miser Straneo, 1942
- Caelostomus modiglianii Straneo, 1938
- Caelostomus monardi Straneo, 1951
- Caelostomus montanus Andrewes, 1931
- Caelostomus natalensis (Péringuey, 1896)
- Caelostomus nigerrimus Straneo, 1938
- Caelostomus nitidus Straneo, 1938
- Caelostomus novaebritanniae (Fairmaire, 1883)
- Caelostomus novaeguineae Straneo, 1938
- Caelostomus nyassae Straneo, 1941
- Caelostomus oberthueri Straneo, 1938
- Caelostomus oblongus Straneo, 1940
- Caelostomus obscuripes Straneo, 1938
- Caelostomus obtusus Straneo, 1938
- Caelostomus ovalipennis Straneo, 1938
- Caelostomus parallelicollis Straneo, 1941
- Caelostomus parallelipennis Straneo, 1938
- Caelostomus parallelopipedus Straneo, 1938
- Caelostomus parvulus (Tschitscherine, 1899)
- Caelostomus pavidus (LaFerté-Sénectère, 1853)
- Caelostomus peninsularis Straneo, 1938
- Caelostomus perakianus Straneo, 1938
- Caelostomus perrieri Jeannel, 1948
- Caelostomus philippinicus Straneo, 1938
- Caelostomus picipes (W.S.MacLeay, 1825)
- Caelostomus planoculatus Jeannel, 1948
- Caelostomus planulus Straneo, 1942
- Caelostomus procerulus (Tschitscherine, 1900)
- Caelostomus profundestriatus Straneo, 1941
- Caelostomus propinquus Straneo, 1938
- Caelostomus proximoides Straneo, 1955
- Caelostomus proximus Straneo, 1955
- Caelostomus pseudocongoensis Straneo, 1939
- Caelostomus pseudoparvus Straneo, 1942
- Caelostomus pumilio (Tschitscherine, 1903)
- Caelostomus punctatissimus Straneo, 1938
- Caelostomus punctifrons (Chaudoir, 1850)
- Caelostomus punctisternus Straneo, 1938
- Caelostomus punctulatus (Tschitscherine, 1899)
- Caelostomus pusillus Straneo, 1938
- Caelostomus quadricollis (Chaudoir, 1878)
- Caelostomus rectangulus (Chaudoir, 1873)
- Caelostomus rectibasis Straneo, 1973
- Caelostomus rotundicollis Straneo, 1948
- Caelostomus rotundiformis Kavanaugh & Rainio, 2016
- Caelostomus ruber Andrewes, 1922
- Caelostomus rubripes Straneo, 1955
- Caelostomus sarawakianus Straneo, 1938
- Caelostomus sculptilis (Tschitscherine, 1901)
- Caelostomus sculptipennis (Motschulsky, 1860)
- Caelostomus semenowi (Tschitscherine, 1898)
- Caelostomus siamensis Straneo, 1938
- Caelostomus similis Jordan, 1894
- Caelostomus simulator Straneo, 1955
- Caelostomus singaporensis Straneo, 1938
- Caelostomus spurius (Péringuey, 1926)
- Caelostomus stevensoni Straneo, 1941
- Caelostomus straneoi Darlington, 1962
- Caelostomus striatocollis (Dejean, 1831)
- Caelostomus stricticollis Straneo, 1938
- Caelostomus subconvexus Straneo, 1995
- Caelostomus subiridescens Straneo, 1938
- Caelostomus subovatus Straneo, 1938
- Caelostomus subparallelicollis Straneo, 1948
- Caelostomus subparallelus Straneo, 1941
- Caelostomus subquadricollis Straneo, 1942
- Caelostomus subsinuatus (Chaudoir, 1883)
- Caelostomus substriatus Straneo, 1940
- Caelostomus sulcatissimus Straneo, 1938
- Caelostomus sumatrensis Andrewes, 1929
- Caelostomus thoracicus Straneo, 1942
- Caelostomus tschitscherini Burgeon, 1935
- Caelostomus uelensis Burgeon, 1935
- Caelostomus validiusculus (Tschitscherine, 1899)
- Caelostomus validulus (Tschitscherine, 1903)
- Caelostomus variabilis Straneo, 1955
- Caelostomus villiersi Straneo, 1967
- Caelostomus zanzibaricus (Chaudoir, 1878)

## Classification
Le nom valide complet (avec auteur) de ce taxon est Caelostomus Macleay, 1825.
Caelostomus a pour synonymes :
- Alocothorax Jeannel, 1948
- Alocothrax Jeannel, 1948
- Caelostomoides Jeannel, 1948
- Catalainus Jeannel, 1948
- Celostomus Desmarest, 1851-22
- Coelostomus Laporte, 1835
- Drimostomellus Jeannel, 1948
- Drimystoma Agassiz, 1846
- Paracaelostus Straneo, 1955
- Rubicaelus Straneo, 1938
- Rubicaleus Straneo, 1938